# (11313) Kügelgen
(11313) Kugelgen, désignation internationale (11313) Kügelgen, est un astéroïde de la ceinture principale.

## Description
(11313) Kugelgen est un astéroïde de la ceinture principale. Il fut découvert le 3 avril 1994 à Tautenburg par Freimut Börngen. Il présente une orbite caractérisée par un demi-grand axe de 2,42 UA, une excentricité de 0,04 et une inclinaison de 1,2° par rapport à l'écliptique.

## Compléments